# Epigraph (Literatur)
Das Epigraph (griechisch ἐπιγραφή epigraphe „Aufschrift“, „Inschrift“) ist eine veraltete Bezeichnung für eine antike Inschrift. Die Historische Hilfswissenschaft, die sich mit solchen Inschriften befasst, wird als Epigraphik bezeichnet.
Im übertragenen Sinn wird Epigraph für ein Zitat oder einen sonstigen Satz verwendet, der einem literarischen Werk oder seinen Abschnitten als Hinführung zum folgenden Thema oder Umspielung des Themas vorangestellt wird.
Siehe auch:
- Motto (Literatur)
- Epigramm
- Pseudepigraph